# Krušnohorské noviny
Krušnohorské noviny jsou spolkové periodikum, které vycházelo v němčině pod názvem „Erzgebirgs-Zeitung“ od 15. května 1880. Poslední číslo vyšlo v dubnu 1943. Noviny byly obnoveny v českém jazykovém provedení 15. května 2015, v němčině vyšly od roku 1943 poprvé 15. listopadu 2017. Titul je tradičně zaměřen na Krušnohoří a České středohoří.

## Historie a profil novin a vydavatele
Původní Krušnohorské noviny vydával Svaz horských spolků severozápadních Čech. Celkem vyšlo 64 ročníků. První čísla byla vydávána v Jirkově u Chomutova a vycházela čtvrtletně. Od roku 1888, kdy svaz již působil v Teplicích-Šanově, získaly noviny pod gescí předsedy svazu Reginalda Czermacka už výrazně rozšířený obsah a staly se měsíčníkem.
Krušnohorské spolky mají své kořeny v 70. letech 19. století. Na základě zkušeností s přínosy cestovního ruchu v Alpách a v německém pohoří Harc inicioval vznik horských spolků tehdejší prezident pražské „Centrální komise pro podporu živností v českém Krušnohoří“ rytíř Richard von Dotzauer. August Weymann, svého času školský ředitel pro okresy Most a Chomutov, se této myšlenky ujal a s pomocí zastupitelů města Jirkova dne 16. listopadu 1879 založil první „Krušnohorský spolek“ (Erzgebirgsverein) v Čechách. Od roku 1880 následoval vznik dalších: Kovářská (později spolek pro Kovářskou – Vejprty –  Měděnec), Jáchymov, Karlovy Vary, Kraslice a Chomutov. Jeden spolek po druhém později prohlásil Krušnohorské noviny za svůj spolkový časopis. Dlouhou dobu tvořily výše uvedené spolky jádro Svazu turistických spolků Krušnohoří a Českého středohoří (Verband der Touristenvereine des Erz- und Mittelgebirges), který byl ustaven 26. února 1882 v Karlových Varech. Jeho sídlem byly nejdříve Karlovy Vary, od roku 1883 Chomutov, od 22. listopadu 1885 Most-Litvínov a nakonec od 6. listopadu 1887 Teplice-Šanov. 
Prvním šéfredaktorem časopisu byl Dr. Ambros Mayr, profesor chomutovského gymnázia, vynikající filolog a literární historik. Ten dal časopisu znamenitý koncept. V jednom z úvodníků říká mimo jiné: „Šlechetné jsou účely, kterým jsou listy určeny, jelikož se zasvěcují nejsvětějšímu ze všech citů – lásce k rodné zemi a k domovu, jejichž krása a pověst by se měla šířit, abychom nekráčeli naší domovinou jako cizinci.”
Jeden z nejvýznamnějších šéfredaktorů Krušnohorských novin byl Josef Brechensbauer – mimo jiné autor slavného průvodce po krušnohorské hřebenové stezce (Kammweg), který v této funkci působil od roku 1905 do roku 1920. Nesl těžký úkol vydávat a organizovat časopis v době I. světové války a v poválečném období. Po několik let mohly Krušnohorské noviny vycházet pouze v šesti slabých sešitech na nekvalitním papíru. Přesto byl tento časopis „v ubohém šatu“ pro mnoho synů, daleko ve střeleckých zákopech, dobrým poslem z domova.
Od 1. března 1925 přebírá redakci Krušnohorských novin Dr. Gustav Müller, profesor Obchodní akademie v Teplicích-Šanově. Zároveň převzal vedení teplického Horského spolku. Pod jeho rukama začaly Krušnohorské noviny vycházet opět dvanáctkrát ročně. Kromě toho vycházela k různým příležitostem výpravná zvláštní čísla jako např. Klínovec, Měděnec, Krupka, Klášterec nad Ohří, Dubí, Milešovka, Duchcov a Jirkov. Díky Dr. Gustavu Müllerovi se k dosavadním příznivcům Krušnohorských novin přidalo mnoho dalších. Časopis však nepřežil vyčerpání způsobené druhou světovou válkou, a tak v dubnu 1943 vyšel naposledy.

Více než šedesátileté vydávání Krušnohorských novin vytrvale sloužilo k podpoře vlastivědy, etnografie, péči o rozvoj turistiky a cestovního ruchu. Neúnavně poukazovaly na krásu zdejší krajiny a osobitost Krušných hor a přilehlých krajin. Díky svazu spolků se Krušné hory otevřely turistům, od té doby jsou oblíbeným cílem přátel přírody z blízka i daleka. Historická série Krušnohorských novin z let 1880–1943, pečlivě opatrovaná regionálních v archivech a muzeích, patří k cenným zdrojům vlastivědných informací z oblasti Krušnohoří a Českého Středohoří pro badatele v oblasti historie a tradic severních Čech.

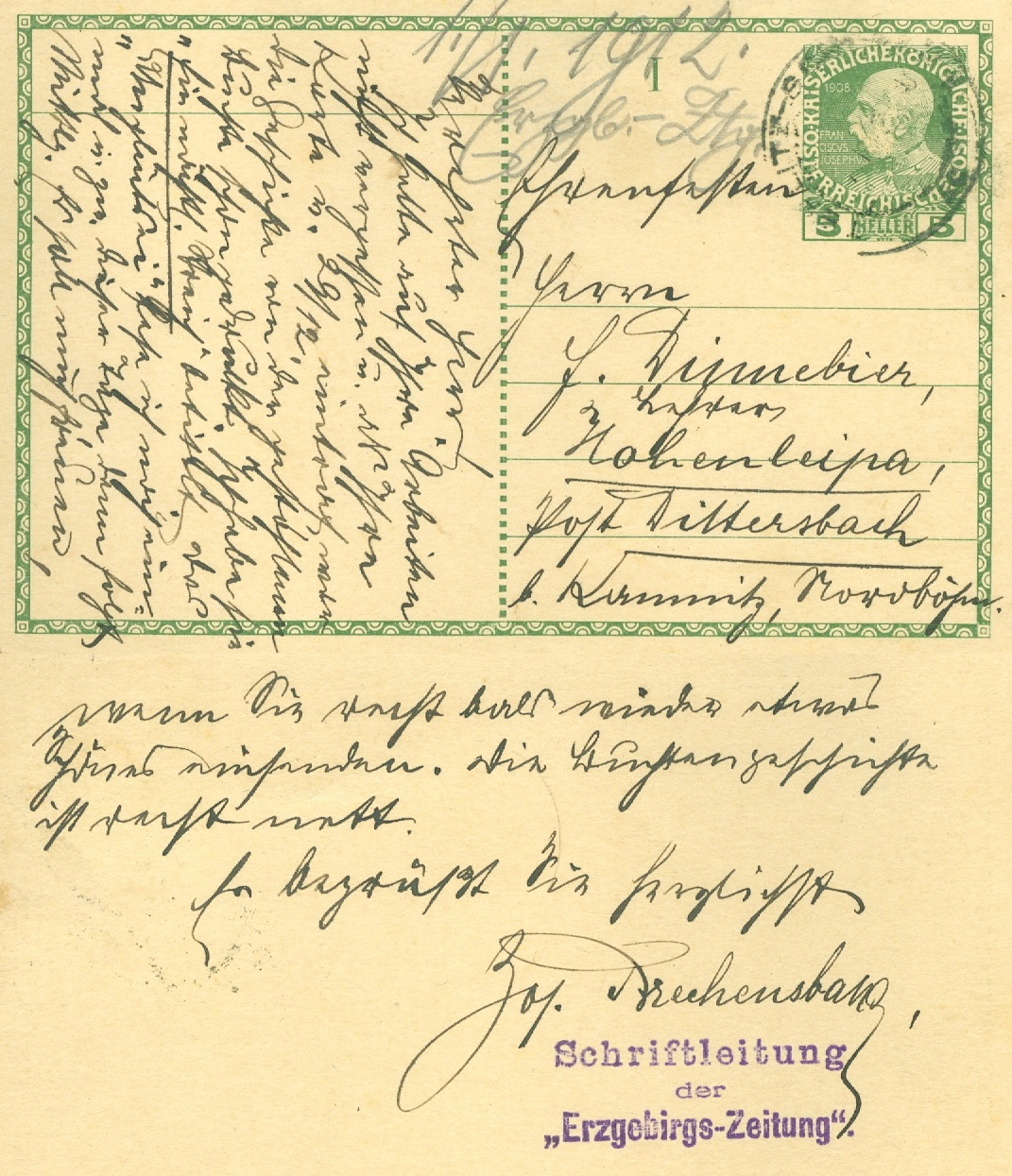
Korespondence vedoucího redaktora Josefa Brechensbauera z roku 1912

## Vedení historické redakce
- 1880: Ambros Mayr, profesor Gymnázia (Chomutov)[2]
- 1881–1883: August Weymann, okresní školní inspektor (Litvínov)[3]
- 1884–1895: Eduard Wenisch, okresní školní inspektor (Teplice-Šanov)[4][5]
- 1896–1901: Michael Urban, lékař (Planá u Mariánských Lázní)[6]
- 1902–1905: Julius Reinwarth, spisovatel (Praha)[7]
- 1905–1920: Josef Brechensbauer, pedagog a vlastivědec (Teplice-Šanov)[8]
- 1921–1925: Rudolf Wenisch (Kadaň)
- 1925–1943: Dr. Gustav Müller, profesor Obchodní akademie (Teplice-Šanov)

## Obnovené noviny

### Obnovené vydání v češtině
Obnovené Krušnohorské noviny, které navazují na bývalé spolkové periodikum "Erzgebirgs-Zeitung“, začal vydávat Českojiřetínský spolek – spolek pro oživení Krušnohoří. První obnovené vydání vyšlo dne 15. května 2015, u příležitosti 130. výročí zprovoznění moldavské dráhy (18. května 1885) a současně i k výročí 135 let od prvního vydání Krušnohorských novin (Erzgebirgs-Zeitung). Od roku 2016 byly zaregistrovány jako periodikum (ISSN 2533-350X) vycházející dvakrát ročně, v době pandemie covidu-19 se frekvence změnila na jedno vydání ročně.  

### Obnovené vydání v němčině
Českojiřetínský spolek a Heimatgeschichtsverein Rechenberg-Bienenmühle e.V. (Domovský historický spolek) si předsevzaly, že společně oživí Krušnohorské noviny jako cenné historické dědictví rovněž v původní jazykové mutaci. Ve spolupráci obou spolků vyšly 15. listopadu 2017 (poprvé od roku 1943) Krušnohorské noviny / Erzgebirgs-Zeitung opět i v německojazyčném provedení (ISSN 2570-7590). 

### Obnovená redakce
Dnešní redakce pracuje od roku 2015 na Valdštejnském zámku v Litvínově. 
Obnovená redakce (2015): Petr Fišer, Miroslav Mertl (do roku 2016), Jan Setvák.
V roce 2016 redakční radu posílili Hana Truncová (do 2022), Vlasta Mládková, historik teplického a duchcovského muzea Jiří Wolf a Heinz Lohse; v roce 2020 Vojtěch Šafránek; v roce 2022 Jutta Benešová a Ivan Beneš; v roce 2023 Petr Adler.   
Členka redakce Hana Truncová (1924–2022) byla studentkou posledního šéfredaktora historické redakce Dr. Gustava Müllera, profesora Obchodní akademie v Teplicích-Šanově. 

### Spolky zapojené do obnovené redakce
Na projektu spolupracuje několik spolků s působností v Krušných horách, Podkrušnohoří a Českém středohoří – Českojiřetínský spolek, Interessengruppe Heimatgeschichte Rechenberg-Bienenmühle, Teplický spolek a Spolek pro oživení Rieckenovy vily.

## Výtvarníci
Výtvarníkem grafiky původních Krušnohorských novin byl krušnohorský malíř Gustav Zindel, jehož obrazy lze zhlédnout v muzeích v Chomutově nebo Karlových Varech.
Současnou grafiku hlavičky Krušnohorských novin ztvárnila podle původního Zindelova motivu výtvarnice Petra Kofroňová-Wolfová, která se podílí mj. na grafice sborníků vydávaných Městským muzeem v Duchcově. Titulní stránka prvního obnoveného vydání obsahuje dále práce výtvarníků Jiřího Bešťáka (autora map českých tratí) či malíře Adolfa Absolona a rytce Martina Srba, kteří patří k předním výtvarníkům známým v oblasti české známkové tvorby.

## Záštita a ocenění
Obnoveným Krušnohorským novinám poskytl už v jejich počátku, v roce 2015, záštitu hejtman Ústeckého kraje Oldřich Bubeníček. Po volbách do zastupitelstev krajů v roce 2020 převzal záštitu za Ústecký kraj náměstek hejtmana pro kulturu Jiří Řehák, v dalším volebním období od roku 2024 pak radní pro kulturu Vlastimil Skála.
Krušnohorské noviny získaly prestižní cenu „Prix non pereant“ (Média na pomoc památkám), kterou každoročně společně udělují Syndikát novinářů České republiky a nadace Pro Bohemia. Ocenění bylo získáno za I. místo v kategorii publicistika v letech 2018 a 2022 a za II. místo ve stejné kategorii v roce 2019.

## Knižní tvorba
LOSOS, Ludvík. Ústecko-teplická dráha. Teplice: Teplický spolek, 2023. 216 s. ISBN 978-80-11-03960-8.

## Cena Krušnohorských novin / Erzgebirgs-Zeitung

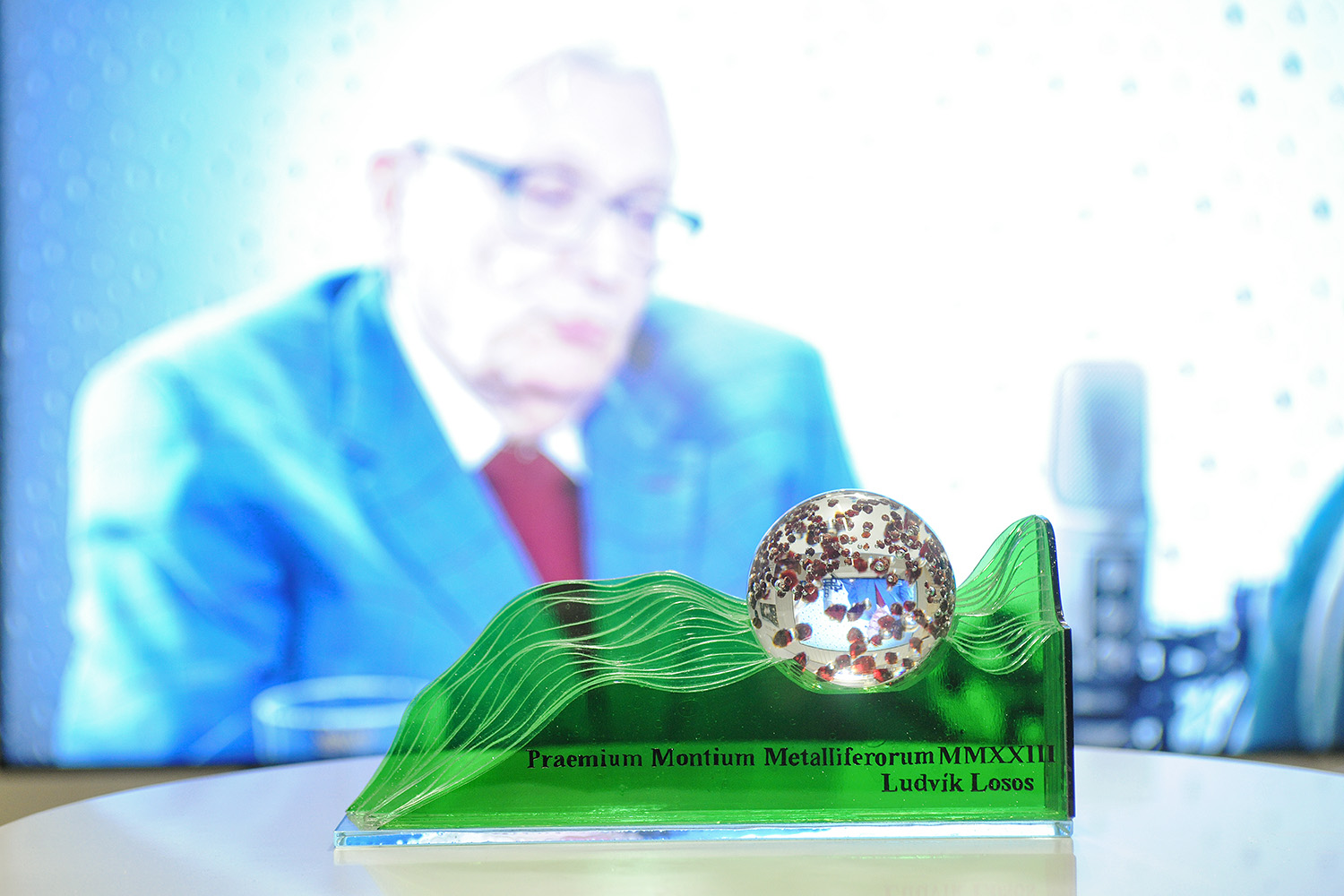
Ludvík Losos s Cenou Krušnohorských novin

V roce 2023 byla ustavena cena Krušnohorských novin / Erzgebirgs-Zeitung "PRAEMIUM MONTIUM METALLIFERORUM" (Krušnohorská cena). 
12. prosince 2023 převzal cenu za rok 2023 Ludvík Losos z rukou Jiřího Řeháka, náměstka hejtmana Ústeckého kraje pro kulturu a cestovní ruch, držitele záštity nad Krušnohorskými novinami. Cenu 2023 vyrobil a sponzoroval Skloart.
11. listopadu 2024 byla cena za rok 2024 udělena Haně Truncové in memoriam.